# Ши Кьен
Ши Цзянь (кит. трад. 石堅, упр. 石坚, пиньинь Shǐ Jián, 1 января 1913 – 3 июня 2009), более известный как Ши Кьен — китайский актёр из Гонконга. Иногда в ролях обозначается как Шек Кин (кантонское произношение) или Кьен Ши (согласно западному порядку). Более известен ролями отрицательных героев в нескольких ранних гонконгских фильмах жанра «уся» и фильмах с боевыми искусствами периода чёрно-белого кино. Наибольшую известность у западной аудитории получил благодаря роли главного злодея Хана в фильме Брюса Ли «Выход дракона» (1973).

## Биография

### Ранние годы
Ши Кьен воспитывался мачехой и имел слабое здоровье. Чтобы поправить здоровье он решил заниматься боевыми искусствами и тренировался девять лет. Ши Кьен занимался в шанхайской атлетической ассоциации Цзинъу (основанной Хо Юаньцзя) и был в первом поколении студентов школы, сертифицированных как инструкторы. После того, как Ши Кьен получил сертификат инструктора стилей Орлиный коготь и цайлифо, он решил попробовать себя как актёр. Начало второй японо-китайской войны прервала его обучение. Ши и его товарищи курсировали между Гуанчжоу и Гонконгом устраивая драматические представления, чтобы собрать средства для антияпонского движения. Выступая на сцене, Ши Кьен также занимался изготовлением и установкой опор и освещения. 

### Карьера
В 1940 Ши Кьен официально вступил в театральную сферу в качестве ученика визажиста кантонской оперы Сюэ Цзюэсяня (Сит Гоксиня), впоследствии ставшего актёром. В этом же году Ши снялся в своём первом фильме «Flower in the Sea of Blood» в роли японского секретного агента. Девятью годами позже режиссёр Ху Пэн (У Пханг) пригласил Ши Кьена работать с ним в сериях фильмов о герое Хуан Фэйхуне. Ши заслужил славу играя роли злодеев в этих фильмах и продолжал играть роли антагонистов в нескольких фильмов в течение первых 20 лет своей карьеры. «Смех злодея» в исполнении Ши позднее передразнивался и пародировался несколькими актёрами. 
В 1973 году Ши Кьен был отобран для роли злодея в фильме Брюса Ли «Выход дракона», он сыграл роль Ханя, однорукого главаря банды, искушённого в боевых искусствах. Бой героев Ханя и Ли стал конечной кульминацией фильма.
В 1975 году Ши Кьен стал работать на гонконгской телестанции TVB и появился в нескольких телесериалах жанра уся, в основном играя роли злодеев. Также он играл роли старых джентльменов, отцов, например роль приёмного отца героя Чжан Уцзи в телесериале «The Heaven Sword and Dragon Saber» (1978), Лунг Куньсама в «The Good, the Bad and the Ugly» (1979), Со Тайпанга в «The Brothers» (1980) и деда в «The Feud of Two Brothers» (1986). Ши Кьен также снимался в драматических ролях в фильмах не относящихся к жанру юся, иаких как «Hong Kong 1941». Позднее Ши снялся в комедийной роли вместе с Джеки Чаном в фильме «Молодой мастер». 
В 1980 году Ши был приглашён участвовать в съёмке телевизионной рекламы для продвижения продуктов марки Ricola с его популярным образом кинозлодея.

### Отход от деятельности и смерть
Ши Кьен оставил работу в развлекательной сфере в 1992. Фильм «HK Adam's Family» 1994 года был специально посвящён ему. В возрасте 90 лет он появился в документальном фильме «Chop Socky: Cinema Hong Kong».
В 1996 году Ши получил награду Life Achievement Award в общем конкурсе Golden Bauhinia Awards. Семью годами позже Ши получил награду Professional Achievement Award на 22-й церемонии Hong Kong Film Award вместе с покойным актёром Цао Дахуа (Чхоу Датва) — с ним они снялись в нескольких фильмах. В 2006 Ши пожертвовал часть собственности для развития индустрии развлечений. Между январём и февралём 2007 года было показано 13 фильмов с Ши Кьеном, сохранявшихся в архиве.
Ши скончался 3 июня 2009 года в возрасте 96 лет от почечной недостаточности. Ко времени смерти Ши считался одним из старейших живущих успешных актёров в Китае.

## Личная жизнь
Ши женился на Ли Цзиин (Лэй Гитйинг) в 1936 году, у них родились четыре сына и две дочери. Ши изначально был атеистом после принял христианскую веру и под влиянием жены (ревностной христианки) был крещён. Ли Цзиин скончалась от сердечного недостаточности в августе 1998 года. 

## В популярной культуре
В Гонконге термин «Ганьянь Гинь» (кит. трад. 奸人堅, упр. 奸人坚, пиньинь jiānrén jiān, палл. злодей Гинь) — популярная отсылка к Ши Кьену. Это прозвище было заимствовано из китайского названия телевизионного драматического сериала 2007 «Men Don't Cry». 

## Фильмография

### Кино
- The True Story of Wong Fei Hung (1949)
- Story of the Vulture Conqueror (1958 / 1959)
- Sword of Blood and Valour (1958 / 1959)
- Story of the White-haired Demon Girl (1959) (3 parts)
- The Book and the Sword (1960)
- The Story of the Great Heroes (1960–1961) (4 parts)
- Story of the Sword and the Sabre (1963/1965) (4 parts)
- The Flying Fox in the Snowy Mountains (1964)
- The Flying Fox (1964)
- Story of a Discharged Prisoner (1967)
- Удары Кометы (1971) — глухой / Гу Ин «Волшебный дракон»
- Ураган — Юань Нэн
- Выход дракона (1973) — Хань
- Смекалистая парочка (1974) — босс казино
- Молодой мастер (1980) — Санг Кунг
- Смертельный ринг (1980) — мастер стиля Дракона
- Лакей и леди-тигр (1980) — рыбак
- Hong Kong 1941 (1984)
- Экспресс миллионеров (1986) — мастер Сэк
- Magic Crystal (1986)
- Aces Go Places 4 (1986)
- Светлое будущее 3 (1989)

### Телевидение
- The Legend of the Book and the Sword (1976)
- The Heaven Sword and Dragon Saber (1978)
- Chor Lau-heung (1979)
- Demi-Gods and Semi-Devils (1982)
- The Legend of the Condor Heroes (1982)
- The Smiling, Proud Wanderer (1984)
- Sword Stained with Royal Blood (1985)
- The Flying Fox of Snowy Mountain (1985)